# الکساندر کورین
الکساندر کورین (انگلیسی: Alexander Corryn؛ زادهٔ ۳ ژانویهٔ ۱۹۹۴) بازیکن فوتبال اهل بلژیک است.
از باشگاه‌هایی که در آن بازی کرده‌است می‌توان به باشگاه فوتبال سرکل بروژ، باشگاه فوتبال لوکرن اوست والاندرن، و باشگاه فوتبال مشلان اشاره کرد.
وی همچنین در تیم ملی فوتبال زیر ۱۹ سال بلژیک بازی کرده‌است.